# Romancero
Pour les articles homonymes, voir Romance.

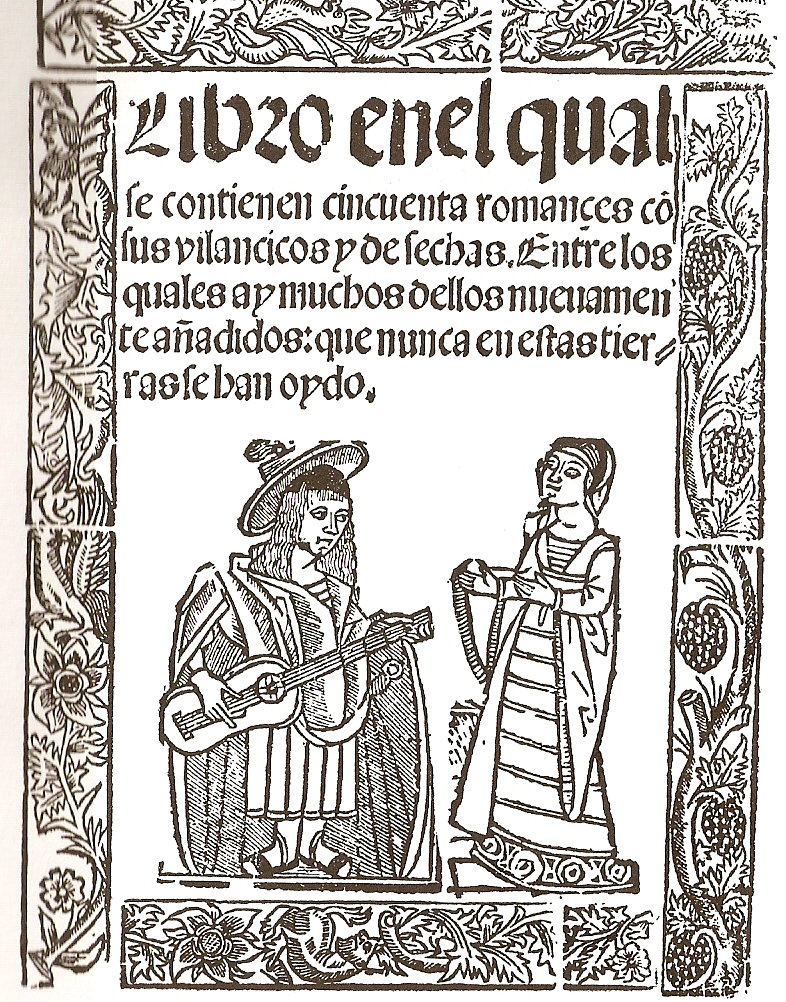
Couverture du Libro de los cincuenta romances (1525), première collection connue de romances

Un Romancero (en castillan et aragonais), ou Romanceiro (en portugais et galicien) est un recueil de courts poèmes nommés romances tirés des chansons de geste ibériques à partir du XIVe siècle et transmis par tradition orale jusqu'au XIXe siècle, période à laquelle, étant donné l'intérêt porté par le romantisme à la littérature médiévale, ils commencent à être compilés systématiquement en Espagne et au Portugal dans des ouvrages écrits.
En Espagne, Agustín Durán commença à les rassembler  dans un premier temps dans ses Colecciones de romances antiguos o Romanceros (Valladolid, 1821), puis plus tard de façon plus complète dans son célèbre Romancero General. Au Portugal, Almeida Garrett rassemble les romances portugaises de tradition orale dans son prestigieux Romanceiro, publié en trois volumes, le premier en exil à Londres en 1828 (Adozinda e outros (Adozinda et Bernal Francês), les second et troisième au Portugal en 1843 et 1851 (Romances cavalheirescos antigos).
Par la suite au XXe siècle, Ramón Menéndez Pidal et son école, réunie dans le Centre d'études historiques, entreprirent en Espagne la compilation, le classement et l'étude  exhaustifs des romances espagnoles.

## Présentation
Bon nombre de romances proviennent en particulier du XVe siècle et ont été conservés grâce à des collectionneurs contemporains de ces compositions, qui les achetaient dans les foires (férias, ou feiras) sous forme de cordels et qui élaboraient à partir de ceux-ci les recueils dénommés cancioneros de romances. C'est ce que l'on appelle le romancero viejo, ou "vieux romancero".
Cependant depuis, bon nombre d'écrivains espagnols et portugais parmi les plus prestigieux (Lope de Vega, Luis de Góngora, Francisco de Quevedo y Villegas, Sor Juana Inés de la Cruz, Ángel de Saavedra, Miguel de Unamuno, Juan Ramón Jiménez, Federico García Lorca, Gerardo Diego, etc.) entreprirent de les imiter, et formèrent ainsi un nouveau corpus de poèmes que l'on dénomme Romancero nuevo.

## Romance
Un romance se compose de groupes d'octosyllabes dont les pairs riment en rime assonante. Les plus anciens utilisent parfois un paragoge en fin de vers pour compléter la rime et ne possédaient pas de division strophique. Les plus modernes regroupent par contre les vers de quatre en quatre. Tous les anciens romances sont anonymes et largement influencés par la religion, la guerre et l'amour.
Il se distingue des ballades européennes par sa tendance à privilégier le réalisme plutôt que le fantastique et par son caractère dramatique davantage marqué. Son style est également caractérisé par certaines répétitions de syntagmes de façon rythmée (Río verde, río verde), par un usage relativement libre des temps verbaux, par l'abondance de variantes (les textes varient et s'influencent réciproquement, ils se "modernisent" ou terminent d'une façon différente à cause de la transmission orale) et par un final souvent brusque, qui confère quelquefois un grand mystère au poème.
Sa structure est variée : certains comprennent une histoire depuis son commencement jusqu'à son dénouement tandis que d'autres ne donnent que la scène la plus dramatique d'un récit réparti sur plusieurs romances. Parmi ceux-ci on peut distinguer le Cantar del Mío Cid et l'histoire de Bernardo del Carpio.

## Thèmes
Les thèmes sont historiques, légendaires, romanesques, lyriques etc. Certains étaient utilisés à des fins propagandistes et servaient par exemple à chanter les exploits de la monarchie au cours de la prise de Grenade. L'influence du romancero espagnol fut considérable : non seulement il perdure dans la tradition populaire en se transmettant oralement jusqu'à nos jours, mais il inspira nombre de comédies du théâtre du Siècle d'or espagnol et, à travers lui, le théâtre européen (par exemple Las mocedades del Cid de Guillén de Castro inspira Le Cid, de Corneille). La vitalité du Romancero nuevo le corrobore également.

### Types deromances viejos
Chez les plus anciens romances, on peut distinguer un certain nombre de thématiques privilégiées :
- Romances historiques : Ils traitent de thèmes historiques ou légendaires appartenant à l'histoire nationale, comme El Potro Rodrigo, Le Cid, Bernardo del Carpio, etc.
- Romances carolingiens : Ils sont basés sur les chansons de geste françaises : Bataille de Roncevaux, Charlemagne, etc.
- Romances frontaliers : Ils racontent des événements survenus au front ou à la frontière avec les territoires des Maures durant la Reconquista.
- Romances romanesques : Avec une grande variété de thèmes, bien que fréquemment inspirés des folklores espagnol et asiatique.
- Romances lyriques :  Ils sont beaucoup plus libres et personnels. Ramón Menéndez Pidal signale comme éléments importants les traits subjectifs et sentimentaux, qui remplacent les détails dramatiques de la chanson de geste originelle. Les éléments narratifs considérés comme secondaires sont éliminés et le romance abandonne le contexte, pour se focaliser sur l'action immédiate. Le poète anonyme peut exprimer ses sentiments amoureux ou favoriser des thèmes folkloriques, des personnages mythologiques et des événements fantastiques.
- Romances épiques : Ils narrent les exploits de héros historiques.

## Diffusion
Les débuts de sa diffusion imprimée se situent aux alentours de 1510, essentiellement par des cordels. Il faudra attendre la publication à Anvers, vers 1547-1548, du Cancionero de romances de Martín Nucio pour finalement disposer d'une véritable anthologie du vieux romancero espagnol. Ses 156 romances furent réédités, sans modifications, à Medina del Campo en 1550, et la même année à Anvers, par Nucio, qui lui ajouta 32 nouveaux éléments. L'édition de 1550 sert de modèle aux trois réimpressions qui suivent, en 1555, 1568 et 1581.
C'est seulement à partir de 1547-1548 que les romanceros font l'objet d'éditions séparées et spécifiques ; ce sont les Silvas de varios romances, avec une « Première partie » (Saragosse, 1550, 1552), une « Seconde partie » (Saragosse, 1550, 1552) et une troisième (1551-1552). Au total donc une quinzaine d'éditions de romances entre 1548 et 1568, si l'on prend en compte les trois rééditions du Cancionero de romances et les quatre éditions successives des Romances nuevamente sacados de historias antiguas. Avec la Flor de romances rassemblée en 1589 par Pedro de Moncayo débute la publication d'anthologies de romances nouveaux qui finiraient par constituer le Romancero General de 1600.